# Coleophora dissociella
Coleophora dissociella é uma espécie de mariposa do gênero Coleophora pertencente à família Coleophoridae.